# Геология Кипра

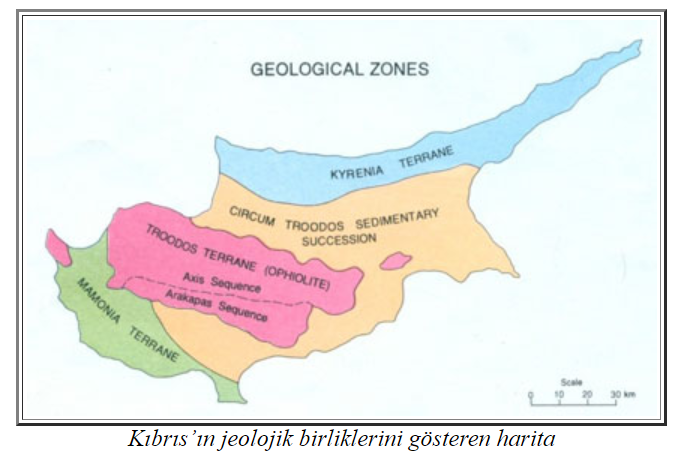
Геологическое строение Кипра

С геологической точки зрения, образование острова Кипр связано с деятельностью Кипрской островной дуги, которая заложилась при пододвигании Африки под Малую Азию. Этот процесс продолжается и поныне, что видно по гипоцентрам землетрясений в северном и северо-восточном направлении. В структуре острова выделяют четыре формации с различным строением и происхождением.
Блок Кириния в северной части острова является продолжением малоазиатской плиты, на окраине которой заложился вулканический задуговой хребет. При пододвигании африканской плиты, её вещество расплавлялось и поднималось наверх, образуя вулканические постройки. Здесь встречаются как основные, так и более кислые магматические породы, а также известняки и мраморы.
Горный хребет Троодос, который и сейчас растёт над пододвигающейся под него плитой, представляет собой породы океанического дна – классический офиоловый массив, прекрасной сохранности и наиболее полно изученный. Это четырехчленный разрез, в основании которого лерцолиты и гарцбургиты верхней мантии, затем габброиды магматических очагов, комплекс параллельных даек диабазов и базальтовые подушечные лавы. Их возраст примерно 90 млн лет. Также встречаются яшмоиды – глубоководные морские осадки, с позднемеловыми радиоляриями.
Юго-западный блок Мамония надвинут с юго-запада на породы блока Троодос и представлен формацией аккреционной призмы — толщей осадков, которые образовались на окраине африканской плиты, а затем сгребались с неё при её пододвигании под малоазиатскую. Поэтому здесь можно встретить как магматические, так и осадочные породы, тектонизированные и метаморфизированные в различной степени. Их возраст от позднетриасовых до позднемеловых.
С севера, востока и юга блок Троодос обрамлён более молодыми известково-кремнистыми осадочными породами с возрастом от позднего мела до позднего миоцена. Лучшие строительные материалы Кипра происходят из ракушечных известняков плиоценовых и плейстоценовых отложений. Они образовались в более позднее время в неглубоком тепловодном бассейне.
В конце плейстоценового периода весь остров поднялся выше уровня моря. Горные реки начали разрабатывать глубокие долины, образовавшие нынешний живописный ландшафт. Осадки, которые они приносили, сформировали почвы в долинах, иногда мощностью до 7 метров, и дали центральной равнине её нынешнее плодородие.